# Jerzy Szarecki
Jerzy Szarecki, pseud. Mewius (ur. 9 grudnia 1910 w Charkowie, zm. 29 marca 1934 w Warszawie) – polski pisarz marynistyczny, publicysta i dziennikarz.
Został pochowany na cmentarzu Powązkowskim (kwatera 196–5–22).

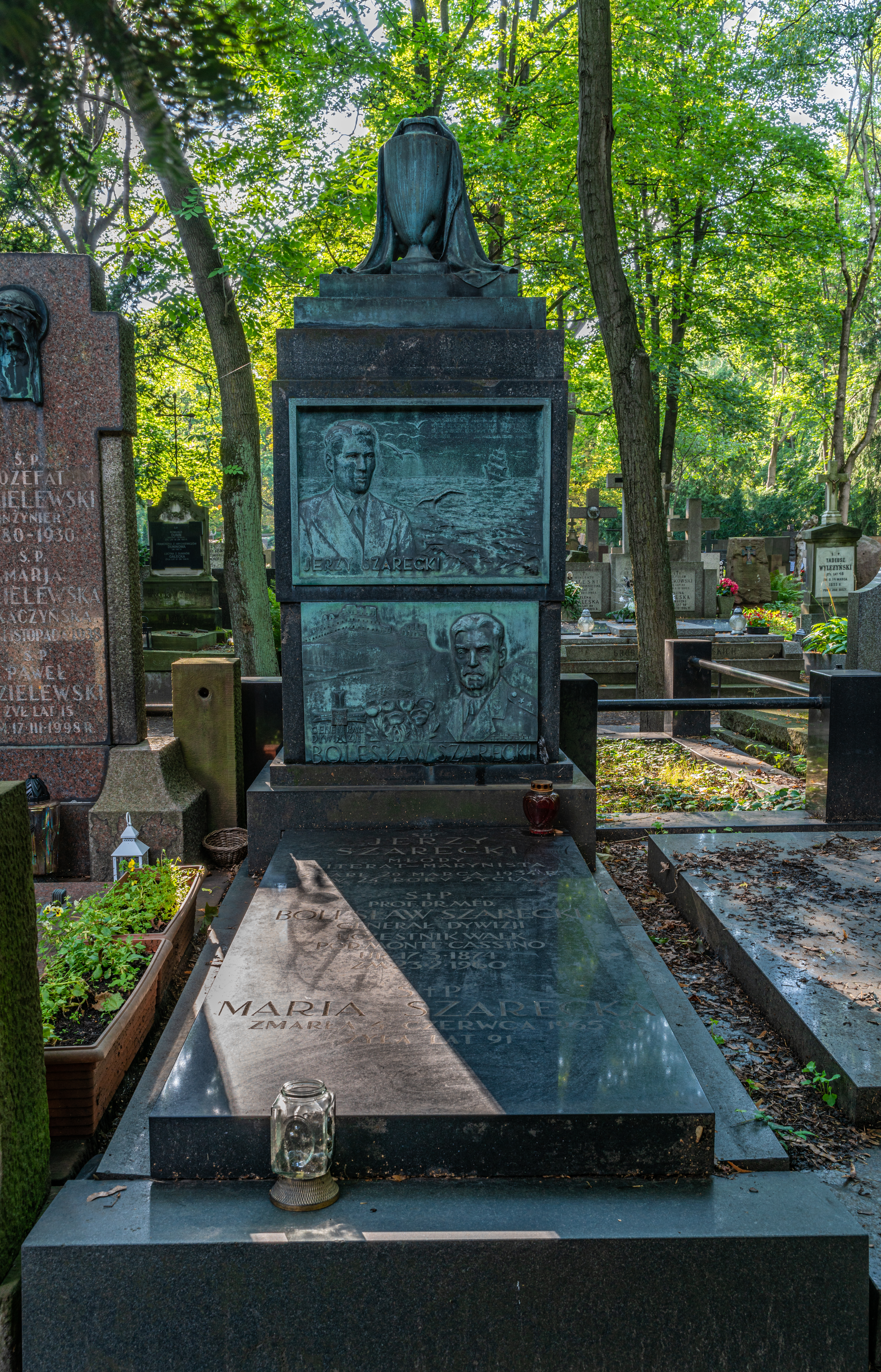
Grób gen. Bolesława i Jerzego Szareckiego na cmentarzu Powązkowskim w Warszawie

## Twórczość
- 1928 – Buty bosmana Capa – opowiadanie
- 1928 – Szleterman – opowiadanie
- 1928 – Wspaniali żeglarze – opowiadanie
- 1928 – Ananas – opowiadanie
- 1928 – Na oku – opowiadanie
- 1928 – Przyjaciele – opowiadanie
- 1929 – Madera – opowiadanie
- 1929 – Legenda rybackiej wsi – opowiadanie
- 1929 – Gdy umrę... – opowiadanie
- 1929 – Groźny Kapitan – zbiór opowiadań
- 1929 – Na pokładzie „Lwowa” – zbiór opowiadań
- 1931 – Czapka topielca – zbiór opowiadań